# Kanton Sud-Bergeracois
Sud-Bergeracois is een kanton van het Franse departement Dordogne. Het kanton maakt deel uit van het arrondissement  Bergerac.  

Het telt 15.228 inwoners in 2018.

Het kanton werd gevormd ingevolge het decreet van 24  februari 2014 met uitwerking op 22 maart 2015 met Eymet als hoofdplaats.

## Gemeenten
Het kanton Sud-Bergeracois omvatte bij zijn oprichting 42 gemeenten.
Op 1 januari 2019 werden de gemeenten Saint-Julien-d'Eymet, Sainte-Eulalie-d'Eymet en Sainte-Innocence samengevoegd tot de fusiegemeente (commune nouvelle) : Saint-Julien-Innocence-Eulalie en de gemeenten Sigoulès en Flaugeac tot de fusiegemeente (commune nouvelle): Sigoulès-et-Flaugeac. 
Sindsdien omvat het kanton volgende 39 gemeenten:
- Bardou
- Boisse
- Bouniagues
- Colombier
- Conne-de-Labarde
- Cunèges
- Eymet
- Faurilles
- Faux
- Fonroque
- Gageac-et-Rouillac
- Issigeac
- Mescoules
- Monbazillac
- Monestier
- Monmadalès
- Monmarvès
- Monsaguel
- Montaut
- Plaisance
- Pomport
- Razac-d'Eymet
- Razac-de-Saussignac
- Ribagnac
- Rouffignac-de-Sigoulès
- Sadillac
- Saint-Aubin-de-Cadelech
- Saint-Aubin-de-Lanquais
- Saint-Capraise-d'Eymet
- Saint-Cernin-de-Labarde
- Saint-Julien-Innocence-Eulalie
- Saint-Léon-d'Issigeac
- Saint-Perdoux
- Sainte-Radegonde
- Saussignac
- Serres-et-Montguyard
- Sigoulès-et-Flaugeac
- Singleyrac
- Thénac